# Eric Bullock
Pour les articles homonymes, voir Bullock.
Eric Gerald Bullock (né le 16 février 1960 à Los Angeles, Californie, États-Unis) est un ancien joueur de champ extérieur au baseball.
Il évolue dans la Ligue majeure de baseball pour les Astros de Houston en 1985 et 1986, les Twins du Minnesota en 1988, les Phillies de Philadelphie en 1989, et les Expos de Montréal de 1990 à 1992.
Bullock apparaît dans 131 matchs sur 7 saisons. Sa moyenne au bâton se chiffre ,205 avec 30 coups sûrs, 6 doubles, un circuit, 12 points produits, 13 points marqués et 9 buts volés. C'est en 1991 qu'il dispute le plus de matchs ; il n'effectue cependant que 12 présences en défensive et est, frappeur gaucher, il est presque toujours utilisé comme frappeur suppléant par Montréal. Sa moyenne au bâton ne s'élève cependant qu'à ,222 au cours de cette saison 1991.
Il joue au football américain comme quarterback en 1978 et 1979 pour les Titans de Cal State Fullerton.